# Stibadocerella
Stibadocerella is een geslacht van buismuggen (Cylindrotomidae). De wetenschappelijke naam van het geslacht is voor het eerst geldig gepubliceerd in 1918 door Enrico Brunetti, samen met de beschrijving van de typesoort Stibadocerella pristina uit Assam.
Stibadocerella omvat vier gekende soorten, die voorkomen in het Oriëntaals gebied en het oosten van het Palearctisch gebied.

## Soorten
- S. albitarsis (de Meijere, 1919)
- S. formosensis Alexander, 1929
- S. omeiensis Alexander, 1936
- S. pristina Brunetti, 1918